# Liste der Baudenkmäler in Geroda (Unterfranken)
Auf dieser Seite sind die Baudenkmäler in dem unterfränkischen Markt Geroda zusammengestellt. Diese Tabelle ist eine Teilliste der Liste der Baudenkmäler in Bayern. Grundlage ist die Bayerische Denkmalliste, die auf Basis des Bayerischen Denkmalschutzgesetzes vom 1. Oktober 1973 erstmals erstellt wurde und seither durch das Bayerische Landesamt für Denkmalpflege geführt wird. Die folgenden Angaben ersetzen nicht die rechtsverbindliche Auskunft der Denkmalschutzbehörde.
 Diese Liste gibt den Fortschreibungsstand vom 16. April 2020 wieder und enthält 11 Baudenkmäler.

## Baudenkmäler nach Gemeindeteilen

### Geroda
| Lage                                                                             | Objekt                                               | Beschreibung | Akten-Nr.              | Bild           |
| -------------------------------------------------------------------------------- | ---------------------------------------------------- | --- | ---------------------- | -------------- |
| Geißfeld, ca. 1500 m nordwestlich vom Ortskern Geroda im Wald gelegen (Standort) | Jüdischer Friedhof                                   | Mit Grabsteinen von 1911 bis 1940, mit moderner Umzäunung, angelegt 1911 | D-6-72-126-6 Wikidata  | weitere Bilder |
| Kirchberg (Standort)                                                             | Kriegerdenkmal für die Gefallenen von 1870/71        | Schild mit Ehrenlaub, Helm und weiterer Kriegszier, auf Stele mit Inschriftentafeln mit den Namen der Gefallenen, Sandstein, 2. Hälfte 19. Jh.                                                     | D-6-72-126-13          | weitere Bilder |
| Kirchberg 3 (Standort)                                                           | Ehemaliges jüdisches Gemeindehaus                    | Eingeschossiger, verputzter Fachwerkbau mit Satteldach, 18./19. Jahrhundert | D-6-72-126-10 Wikidata | weitere Bilder |
| Kirchberg 3 (Standort)                                                           | Nebengebäude                                         | Eingeschossiger Massivbau mit Satteldach, im Inneren Mikwe, um 1900 | D-6-72-126-10 Wikidata | weitere Bilder |
| Kirchberg 4 (Standort)                                                           | Evangelisch-lutherische Pfarrkirche                  | Saalbau mit eingezogenem Chor und Chorturm, Chorturm im ersten und zweiten Obergeschoss im Kern um 1345, viertes Obergeschoss von 1920, Langhaus, 1862; mit Ausstattung                            | D-6-72-126-1 Wikidata  | weitere Bilder |
| Pfarrer-Schödel-Straße 9 (Standort)                                              | Kirchhofmauer                                        | Mit Pforte, Hausteinmauerwerk, bezeichnet „1522“ | D-6-72-126-1 Wikidata  | weitere Bilder |
| Kirchberg 5 (Standort)                                                           | Ehemalige Synagoge, jetzt evangelisches Gemeindehaus | Verputzter, tonnengewölbter Saalbau mit östlichem Querhaus und Satteldächern, 1907 | D-6-72-126-11 Wikidata | weitere Bilder |
| Kissinger Straße 10 (Standort)                                                   | Ehemaliges Wohnwirtschaftsgebäude, sogenannte Insel  | Über dem Bach errichtetes, eingeschossiges Fachwerkhaus, Sockelzone über dem Bach als Rundbogen ausgeführt, mit Satteldach, spätes 17./frühes 18. Jahrhundert                                      | D-6-72-126-4 Wikidata  | weitere Bilder |
| Pfarrer-Schödel-Straße 2 (Standort)                                              | Wohnhaus                                             | Über unregelmäßigem Grundriss errichtetes, zweigeschossiges Fachwerkhaus in Ecklage mit Satteldach, Fachwerk teilweise verschalt und verschindelt, mit hoher Sockelzone im Westen, 17. Jahrhundert | D-6-72-126-5 Wikidata  | weitere Bilder |
| Röder, am Hollerbrunnen (Standort)                                               | Zwei Grenzsteine                                     | Sandstein, bezeichnet „1595“ | D-6-72-126-7 Wikidata  | BW             |
| Wiesenrain (Standort)                                                            | Friedhofskreuz                                       | Kruzifix auf Postament mit Inschrift, Sandstein, um 1900 | D-6-72-126-2 Wikidata  | BW             |

### Platz
| Lage                      | Objekt                              | Beschreibung                                                                                     | Akten-Nr.             | Bild           |
| ------------------------- | ----------------------------------- | ------------------------------------------------------------------------------------------------ | --------------------- | -------------- |
| Marktstraße 61 (Standort) | Wirtshausschild „Zur Stadt Nauplia“ | Schmiedeeisen, biedermeierlich, erste Hälfte 19. Jahrhundert                                     | D-6-72-126-8 Wikidata | weitere Bilder |
| Marktstraße 74 (Standort) | Friedhofskreuz                      | Kruzifix auf Postament mit Inschrift, Sandstein, bezeichnet „1872“                               | D-6-72-126-9 Wikidata | weitere Bilder |
| Marktstraße 74 (Standort) | Grabmal                             | mit trauernder Figur mit abgebrochener Säule auf hohem Postament, historistisch, Sandstein, 1886 | D-6-72-126-9 Wikidata | weitere Bilder |